# جيسي كوران
جيسي كوران (بالإنجليزية: Jesse Curran)‏ هو لاعب كرة قدم أسترالي في مركز الوسط، ولد في 16 يوليو 1996 في Ryde, New South Wales ‏ في أستراليا. لعب مع نادي بلاكتاون سيتي ونادي دندي ونادي مونتروز لكرة القدم.

## وصلات خارجية
- جيسي كوران على موقع قاعدة بيانات كرة القدم.إي يو (الإنجليزية)
- جيسي كوران على موقع ناشيونال فوتبول تيمز (الإنجليزية)
- جيسي كوران على موقع Soccerbase.com (لاعب) (الإنجليزية)
- جيسي كوران على موقع Soccerway.com (الإنجليزية)
- جيسي كوران على موقع عالم كرة القدم.نت (الإنجليزية)